# Lista över offentlig konst i Partille kommun
Lista över offentlig konst i Partille kommun är en ofullständig förteckning över utomhusplacerad offentlig konst i Partille kommun. 
| Titel          | Konstnär(er)       | Årtal | Beskrivning                                                                              | Typ - material                                       | Stadsdel/ort    | Plats Koordinater                                                             | Bild                                                                |
| -------------- | ------------------ | ----- | ---------------------------------------------------------------------------------------- | ---------------------------------------------------- | --------------- | ----------------------------------------------------------------------------- | ------------------------------------------------------------------- |
| Kommunvalen    | Acke Jansson       |       |                                                                                          | fontän - stålplåt                                    | Partille tätort | vid Kommunhuset 57.73891, 12.10204                                            | Kommunvalen                                                         |
| Gyllene trädet | Åsa Herrgård       | 2007  |                                                                                          | varmförzinkade bemålade metallrör och laminerat glas | Partille tätort | Kyrktorget, vid Gamla Kronvägen 57.73956, 12.10654                            | Gyllene trädet                                                      |
| Välkommen      | Åsa Herrgård       | 2007  |                                                                                          | varmförzinkade bemålade metallrör                    | Partille tätort | på taket till kulturhuset Kulturum 57.74078, 12.1108                          | Välkommen                                                           |
| Kapplöpningen  | Åsa Herrgård       | 2007  |                                                                                          | varmförzinkade bemålade metallrör                    | Partille tätort | vid Gamla Kronvägen, mellan Kyrktorget och Kulturum 57.73997, 12.10858        | Kapplöpningen                                                       |
| Figur i sten   | Kęstutis Musteikis | 2004  | Konstnären beskriver själv att konstverket handlar om att se in i sig själv och finna ro | skulptur - sten                                      | Partille tätort | korsningen Gamla Kronvägen/Galoppvägen, mitt emot Kulturum 57.74017, 12.10989 | link=commons:Category:Skulptur som står utanför kulturum i partille |
| Okänd titel    | Okänd              |       |                                                                                          | sten                                                 | Partille tätort | utanför entrén till Partillebo 57.73861, 12.10733                             |                                                                     |
| Chrystal Meth  | Bjarne Melgaard    | 2001  |                                                                                          | skulpturgrupp - brons                                | Partille tätort | bakom Partille Kulturum koordinater saknas                                    |                                                                     |
| Paddlaren      | Nils Bringfelt     | 2001  |                                                                                          | skulptur                                             | Partille tätort | kommunhusets östra gavel koordinater saknas                                   |                                                                     |
| Kom            | Eva Berggren       |       |                                                                                          | skulptur - brons                                     |                 | Björndammsterrassen koordinater saknas                                        |                                                                     |
| Okänd titel    | Pål Svensson       |       |                                                                                          | skulptur - sten                                      |                 | Björndammsterrassen koordinater saknas                                        |                                                                     |
| Björnekullen   | Thord Tamming      |       |                                                                                          | skulptur - sten                                      |                 | Björndammsterrassen koordinater saknas                                        |                                                                     |